# North Region
De North Region is een van de vijf regio's van Singapore. Er wonen circa 472.000 mensen.
De North Region bestaat uit de acht wijken:
- Central Water Catchment
- Lim Chu Kang
- Mandai
- Sembawang
- Simpang
- Sungei Kadut
- Woodlands
- Yishun

## Verkeer en vervoer
- Bukit Timah Expressway
- Seletar Expressway
- Mass Rapid Transit Singapore met de North - South lijn Singapore